# Combate de Patio Cemento
El Combate de Patio Cemento fue un choque armado entre las unidades de las tropas de la Quinta Brigada del Ejército Nacional de Colombia, y la guerrilla de Ejército de Liberación Nacional (ELN), actualmente considerado grupo terrorista. Ocurrió el 15 de febrero de 1966 en jurisdicción de El Carmen de Chucurí cuando esta zona era un corregimiento de San Vicente de Chucuri, en la región del Magdalena Medio del departamento de Santander. 
El combate empezó cuando los guerrilleros trataron de emboscar a un pelotón de soldados del Ejército Nacional de Colombia en medio de una zona selvática. Sin embargo, los insurgentes sufrieron pérdidas importantes entre ellas la del sacerdote Camilo Torres Restrepo, quien se había enrolado a la guerrilla pocos meses antes y murió en su primer combate.

## Antecedentes
Las consecuencias de la revolución cubana y de la efervescencia revolucionaria, que vivía Latinoamérica, no dejaron de hacerse sentir en Colombia. Mientras las FARC-EP tenían su génesis en las secuelas generadas por la violencia partidista de los años cincuenta, el ELN lo tendría en la experiencia castrista.
Un grupo de jóvenes que al mando de Fabio Vásquez Castaño habían recibido entrenamiento militar en Cuba, regresaron al país y constituyeron la “Brigada pro liberación Jose Antonio Galán”, con el objetivo declarado de hacer la revolución en Colombia.  
Decidieron centrar su actuación en Santander, donde la situación originada por las huelgas petroleras era difícil; y aprovechando los restos de las antiguas guerrillas liberales, conformaron en San Vicente de Chucuri un primer foco insurgente. En el cerro de Los Andes donde se concentraban para recibir entrenamiento tomaron el nombre de Ejército de Liberación Nacional (ELN) el 4 de julio de 1964, pero sería solo seis meses después que el movimiento se hizo público, cuando el 7 de enero de 1965, 22 guerrilleros realizaron la Toma de Simacota que dio como resultado 3 policías, 2 soldados, un civil y un guerrillero muertos. 
En octubre de 1965, se enroló en sus filas el sacerdote católico Camilo Torres Restrepo, defensor de la Teología de la Liberación al interior de la iglesia y jefe del Movimiento político Frente Unido del Pueblo. Esto constituyó una propaganda para el grupo insurgente, que adquiriría popularidad.
San Vicente de Chucurí (Santander), a 87 kilómetros de distancia desde la intersección "La Renta" que lo comunica a Bucaramanga. Geográficamente estaba ubicado en el Magdalena Medio santandereano,  una región por entonces de difícil acceso y sometida desde los años cincuenta a la violencia partidista. El Carmen de Chucuri, lugar donde se dio el combate, era en ese momento un corregimiento de San Vicente y solo fue erigido como municipio veinte años más tarde.

## Acontecimientos

### Ataque
Mientras tanto, como respuesta a la aparición de focos guerrilleros, se había redoblado la presencia de las tropas del Ejército Nacional en ese sector, y la Quinta Brigada había quedado al mando del entonces Coronel Álvaro Valencia Tovar, uno de los más hábiles estrategas de las Fuerzas Militares.
El 15 de febrero de 1966, a las 9 en punto de la mañana, el subteniente Jorge González Alarcón, de la batería de Monteros 120, unidad de fusileros del Batallón de Infantería Bogotá adscrito a la Quinta Brigada, ordenó a sus tropas que se hallaban en el sector del cerro de Los Andes (Corregimiento de El Carmen, entonces parte de San Vicente de Chucuri), formarse y partir rumbo a la base militar de El Centenario, que quedaba a dos horas del sitio donde habían acampado. Habían patrullado el área durante 10 días sin haber tenido hasta entonces contacto con los insurrectos. No obstante, su capitán le había advertido: “en esos montes está el cura Torres… y lo vamos a joder”.
Efectivamente, más adelante los esperaban al menos 35 guerrilleros del ELN al mando de Fabio Vásquez Castaño y el cura Camilo Torres Restrepo, quien hasta ese momento no había entrado en combate y a quien se le había insistido vanamente de no ir al combate. Estos habían organizado una emboscada en forma de L, en un sitio cubierto por una tupida selva conocido como Patio Cemento, por el cual cruzaba un angosto sendero que llevaba precisamente a la base de El Centenario. Un primer grupo, el de contención estaría en la entrada de la emboscada y sería el encargado de evitar que los atacados recibieran refuerzos, por lo que contaba con las armas de mayor calibre (fusiles M1 y ametralladoras Madsen). En el otro extremo estaba el grupo de cierre con Vásquez Castaño y Torres Restrepo al frente. A la izquierda del camino corría un río Sucio. Los abrigos de tirador, separados entre sí por distancias de 3 a 5 metros, se enlazaban por medio de un cordel de bejucos aunados, cuya punta llegaba al sector selvático y el cierre al extremo opuesto, ocupado por Fabio Vásquez. Todo el dispositivo abarcaba cerca de 120 metros de extensión.
Los militares advertidos de que estaban en una zona roja, dividieron la columna de 27 hombres en tres escuadras con 9 soldados cada una. Entre cada uno de los soldados de la primera escuadra, la que iría de puntera había considerable espacio, unos 10 metros entre soldado y soldado. En primera línea marchaban a prudente distancia uno del otro, los soldados Navarro y Alarcón. El Subteniente marchaba de tercero en la primera escuadra y el Sargento José del Carmen Castro Rueda su segundo, iba después de él. Por lo que cuando los guerrilleros atacaron a las tropas sobre las 10 de la mañana, solo un tercio de las tropas estaba al alcance del fuego enemigo. A la derecha del sendero quedaba una selva tupida, y a la izquierda cerca de 30 metros abajo, un curso de agua. 
Un hecho fortuito facilitó la derrota de la guerrilla. Mientras continúan la marcha, el soldado Higuera se sale del camino para coger unos plátanos y es cuando los insurrectos del grupo de cierre, creyéndose descubiertos, jalan el cordel que indica la orden de ataque y abren fuego sin tener toda la escuadra cubierta. En todo caso las primeras ráfagas matan a 3 soldados y hieren a otros dos, uno de los cuales Heriberto Castellanos queda agonizante a mitad del camino. El resto de la escuadra se echó cuerpo a tierra.

### Reacción de la tropa y muerte de Camilo Torres
El golpe fue una sorpresa y el subteniente González también quedó herido e inmovilizado en medio del camino, por lo que el mando quedó en manos del sargento José del Carmen Castro que recibió un impacto de bala en el antebrazo izquierdo. Tras un minuto de desconcierto y de silencio, los militares responden el ataque guerrillero cuando varios insurrectos se acercan a despojar a los caídos de sus dotaciones. Disparan desde sus improvisadas posiciones, siguiendo las órdenes del suboficial que coordina a gritos los movimientos de su escuadra.
El sargento ha logrado atrincherarse bien y dispara con excelente puntería; solo se detiene para recargar. Es cuando Camilo Torres Restrepo alias “Argemiro” que portaba solo un revólver, trata de alcanzar el fusil M-1 de uno de los caídos, pero el sargento Castro se lo impidió al impactarlo en el hombro izquierdo. Torres trato de retroceder pero entonces, el soldado Osma Villalobos Palomino, natural de El Guamal (Magdalena), y quien marchaba de quinto en la columna, se adelantó y disparó sobre el guerrillero dándole de lleno en el pecho. Este cae agonizante y cuando tratan de recuperar su cuerpo exangüe las balas del Ejército acaban con otros dos insurrectos. Unos 20 metros más atrás, otro de los guerrilleros conocido como “Joaquín”, se agazapa sobre un soldado herido y trata de quitarle las botas, pero un uniformado se lo impide cuando le vuela la cabeza con una descarga de fusil.
En ese momento, las dos escuadras que venían en retaguardia reaccionan y al grito de ¡viva Colombia! ¡viva la patria!, pasan al contrataque y envuelven por la espalda a los insurrectos. Los 18 soldados rompen las líneas enemigas dispersando al grupo de contención y matan a dos guerrilleros, a uno de los cuales, un soldado le dispara en el pecho, a quemarropa, cuando chocan de frente. En ese momento roto el dispositivo enemigo huye el resto de los guerrilleros, que dejan 6 cadáveres sobre el terreno, uno de ellos, el del famoso Cura guerrillero.

### Identificación de Camilo Torres
En la tarde del 15 de febrero de 1966, y después de varios intentos, el coronel Álvaro Valencia Tovar logró comunicarse con el sargento Castro. El oficial, que no había podido llegar al lugar por el mal clima, pero conocía una descripción preliminar de uno de los subversivos abatidos, estaba ansioso por saber quién era.
- Es un guerrillero alto y barbado, le dijo el sargento.
- ¿Le requisó los bolsillos?
-Sí, le encontramos tres cartas en otro idioma.
Ese detalle hizo sospechar al coronel. Valencia llevaba seis meses como comandante de la V Brigada del Ejército Nacional con sede en Bucaramanga y, un mes atrás, había conocido el manifiesto del sacerdote Camilo Torres, que confirmaba su ingreso a las filas subversivas.
-¿Le encontraron una pipa? ¿Una pipa con un anillo de plata en la parte media de la boquilla?
-Sí, aquí la tengo.
¡Mataron a Camilo Torres! pensó de inmediato.
Al día siguiente de la emboscada, cuando el Coronel pudo llegar al sitio del combate, confirmó con sus propios ojos la noticia.

## Militares abatidos
Soldados regulares: 
- Heriberto Castellanos (†)
- Luis Navarro Sánchez (†)
- Eugenio Alarcón (†)
- Guillermo Patarroyo. (†)

## Consecuencias
La muerte de Camilo Torres constituyó un golpe decisivo para la guerrilla del ELN. Su cuerpo sería desaparecido hasta la fecha. Esto demostró la poca visión de algunos de los líderes del ELN, principalmente de Fabio Vásquez Castaño, quien poco después eliminaría a varios de sus comandantes en juicios revolucionarios pero lo que le terminó costando, tiempo después, la expulsión del ELN y su rango como comandante en jefe de la guerrilla, fue el fracaso de la Operación Anorí en 1973, donde dos de sus hermanos y el sacerdote español, Domingo Laín, fueron abatidos por tropas del Ejército Nacional. El conflicto continúa hasta la actualidad.